# Alojz Šavli
Alojz Šavli, slovenski avtoprevoznik, član organizacije TIGR in partizan, * 20. maj 1907, Tolmin, † 4. april 1984, Celje.

## Življenje in delo
Do pobega v Jugoslavijo maja 1937 je kot šofer delal v očetivi opekarni v Ušniku pri Volčah. Že 20-leten je zvesto sodeloval v Prosvetnem društvu Ušnik, ki je združevalo zaselek Ušnik in vasi Kozaršče, Sela pri Volčah, Čiginj in Volčanski Ruti ter pisal članke v rokopisni list Zvezda (nad 50. številk), katerega primerek hrani Tolminski muzej. Po fašistični prepovedi delovanja slovenskih prosvetnih društev in sežigu knjig in opreme leta 1927 v Ušniku je začel sodelovati v ilegalni protifašistični dejavnosti. Pobudo za to mu je dal prosvetno glasbeni tečaj leta 1927 v Gorici, katerega je vodil predsednik Zveze prosvetnih društev v Gorici zdravnik Just Bačar, predavali pa so še tajnik Zveze prosvetnih organizacij v Gorici Zorko Jelinčič, urednik lista Edinost Albert Rejec, glasbenik Emil Komel in igralec Just Košuta. Šavli je sodeloval v organizaciji TIGR od 1927 do 1937, ter vodil in oskrboval z ilegalnim materialom celice organizacije. Ko je goriška policijska uprava maja 1937 nepričakovano preiskala njegovo domačo hišo je spoznal, da je nanj padel močan sum in da bi bila njegova ilegalna protifašistična dejavnost zelo tvegana. Pobegnil je v Jugoslavijo. Tu je med nemško okupacijo sodeloval z narodnoosvobodilno borbo. Po aretaciji je bil nekaj časa zaprt v celjskem Starem piskru. Po vrnitvi iz zapora je s tovornjakom vozil partizane, med drugim tudi na napad na orožniško postajo v Majšperku.